# Selenisa lanipes
Selenisa lanipes är en fjärilsart som beskrevs av Achille Guenée 1852. Selenisa lanipes ingår i släktet Selenisa och familjen nattflyn. Inga underarter finns listade i Catalogue of Life.